# Olivier de Saint-Anastase
Compléments
Il écrivit de nombreux ouvrages de spiritualité carmélitaine
Olivier de Saint-Anastase (à l'état civil: Olivier De Crock), né en 1612 à Ypres (Belgique) et décédé en 1674 à Bruxelles, était un prêtre carme des Pays-Bas méridionaux. Actif dans le mouvement réformateur carmélitain dit 'Réforme de Touraine', il fut prédicateur et écrivain spirituel de renom. 

## Biographie
Olivier De Crock est né à Ypres en 1612. Entré chez les Carmes de sa ville natale, il reçoit le nom de religion d'Olivier de Saint-Anastase (Oliverius a Sancto Anastasio). Il se spécialise dans la prédication de missions populaires, dans les Pays-Bas méridionaux et en Brabant. Il meurt à Bruxelles, le 3 février 1674.

## Spiritualité
Rédigés en latin ou en néerlandais, les ouvrages d'Olivier de Saint-Anastase reflètent la spiritualité des carmes belges du XVIIe siècle. Dans son œuvre la plus célèbre, Lusthof der Carmeliten (Jardin spirituel des carmes), l'auteur offre au Tiers-Ordre carmélitain, une galerie chronologique de portraits carmélitains, composée de représentations, de notices hagiographiques, de poèmes et de réflexions morales. On y apprend, entre autres, que les carmes considéraient Cyrille de Jérusalem, défenseur de la Theotokos au concile d’Éphèse, comme l'un de leurs. Olivier a d'ailleurs traduit et commenté des Apologues moraux attribués à ce Père de l’Église : en réalité, il s'agit d'un texte d'un auteur latin inconnu, qui avait été édité à Paris sous le titre Speculum Sapientiae, avant d'être édité en 1631, à Anvers, par le jésuite Balthazar Cordier. La tentative de rapprochement entre Cyrille et l'ordre du Carmel traduit la volonté d'assurer une continuité entre les origines des carmes en Orient et leur situation actuelle en Occident. Dans la même perspective, à l'instar de Mathias de Saint-Jean, les religieux exprimaient leur idéal spirituel en affirmant que l'Ordre avait été fondé par le prophète Élie en l'honneur de la Vierge Marie. C'est ainsi qu'Olivier consacrera à l'ermite de l'Horeb un recueil de trois dialogues, tenus par les allégories de deux nations à venir, qu'il nomme Belgique et Italique. En lien avec cet ouvrage, il publiera également le récit d'une intervention miraculeuse du patron de la ville de Capoue, en faveur de ses concitoyens frappés par une épidémie de peste en 1665. Quant au charisme marial, particulièrement développé par les carmes belges sous l'impulsion de Michel de Saint-Augustin, Olivier le définira dans Le combat spirituel, comme il l'illustrera dans sa défense de l'Immaculée Conception, à la suite du docteur de l'Ordre, John Baconthorp. Enfin, il convient de noter que l'auteur a contribué à la diffusion de la figure mystique de sainte Marie-Madeleine de Pazzi, avec d'autres membres de la Réforme de Touraine, comme Pierre Wemmers ou Léon de Saint-Jean.

### Écrits
- Den Geestelyken Lusthof der Carmelieten, beplant met verscheyden lieffelycke bloemekens der deuchden van de uytnemenste Heylighen van de voorseyde H. Orde : besproeye met den dauw van gheestelycke ende vermaeckelycke leeringhen, Anvers, tome I, 1659, tome II, 1661.
- Le combat spirituel d'amour entre la Mère de Dieu et ses serviteurs de l'Ordre du Mont-Carmel, avec égal avantage des deux côtés. En flamand, Anvers, 1661.
- Dry vermaeckelycke t'samenspreacken tusschen het Italiaens en de Nederlandts herderinnekenover de wonderlycke openbaeringhen  en wonderheden geschiet in Italien door den H. Propheet Elias, Gand, 1663.
- De sedighe Apologien oft onderwysende tsamenspraecken der Beeste, eerst in het Grieckx beschreven door den H. Cyrillus, met dichten en sluytredens versiert, Anvers, 1666.
- Den Triumph van de H. Maria Magdalena van Pazzi, Bruges, 1669.
- Pleyas mystica, calculata ad meridianum desolati Belgii, s. l., 1669.
- Palma Victoriae Immaculatae in primo instanti suae Conceptionis Beatae Virginis Mariae, Bruxelles, 1674
- Colloquium de mirabili Apparitione, tempore pestis, patrocinio SS. Patris Eliae, facta Capuae anno 1665, s. l., s. d.

### Études
- Eug. De Seyn, « De Crock (Olivier) », Dictionnaire biographique des Sciences, des Lettres et des Arts en Belgique, Bruxelles, Éditions L'Avenir, t. I,‎ 1936, p. 234, col. 2 - p. 235, col. 1.
- J.-N. Paquot, « Olivier de Saint-Anastase », Mémoires pour servir l'histoire littéraire des dix-sept provinces des Pays-Bas, de la principauté de Liège, et de quelques contrées voisines, Louvain, Imprimerie Académique, vol. XVIII,‎ 1770, p. 65-67.